# Bahnhof Hamburg-Bahrenfeld
Hamburg-Bahrenfeld ist ein ehemaliger Bahnhof und heutiger Haltepunkt im Hamburger Stadtteil Bahrenfeld. Die Linie S1 der Hamburger S-Bahn verkehrt dort. Die Anschrift ist Hegarstraße 1. Früher diente er mit ausgedehnten Gleisanlagen unter anderem dem Anschluss der Ottensener Industriebahn und der Margarine-Union.

## Geschichte

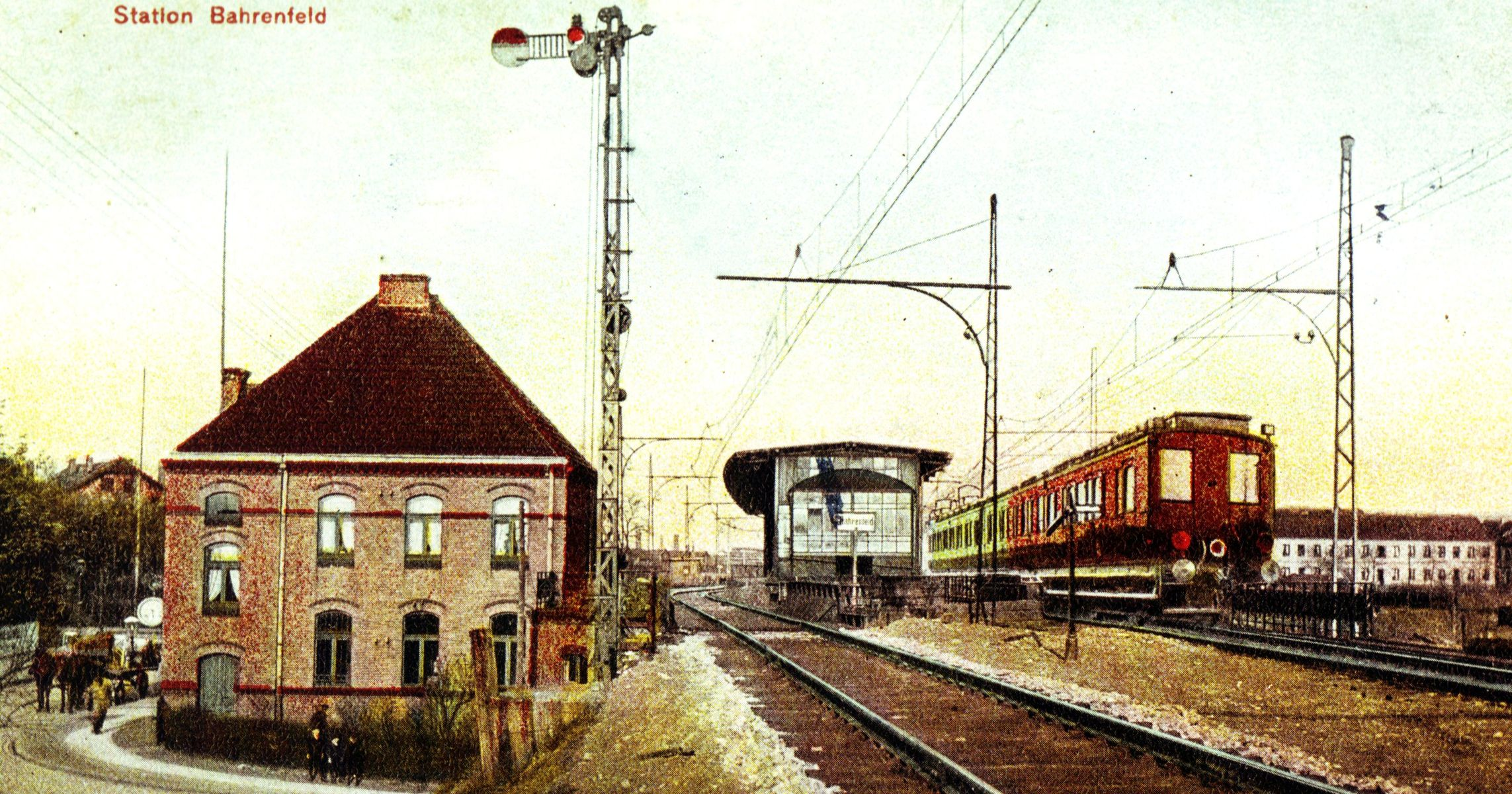
Vorortbahnhof Bahrenfeld um 1910

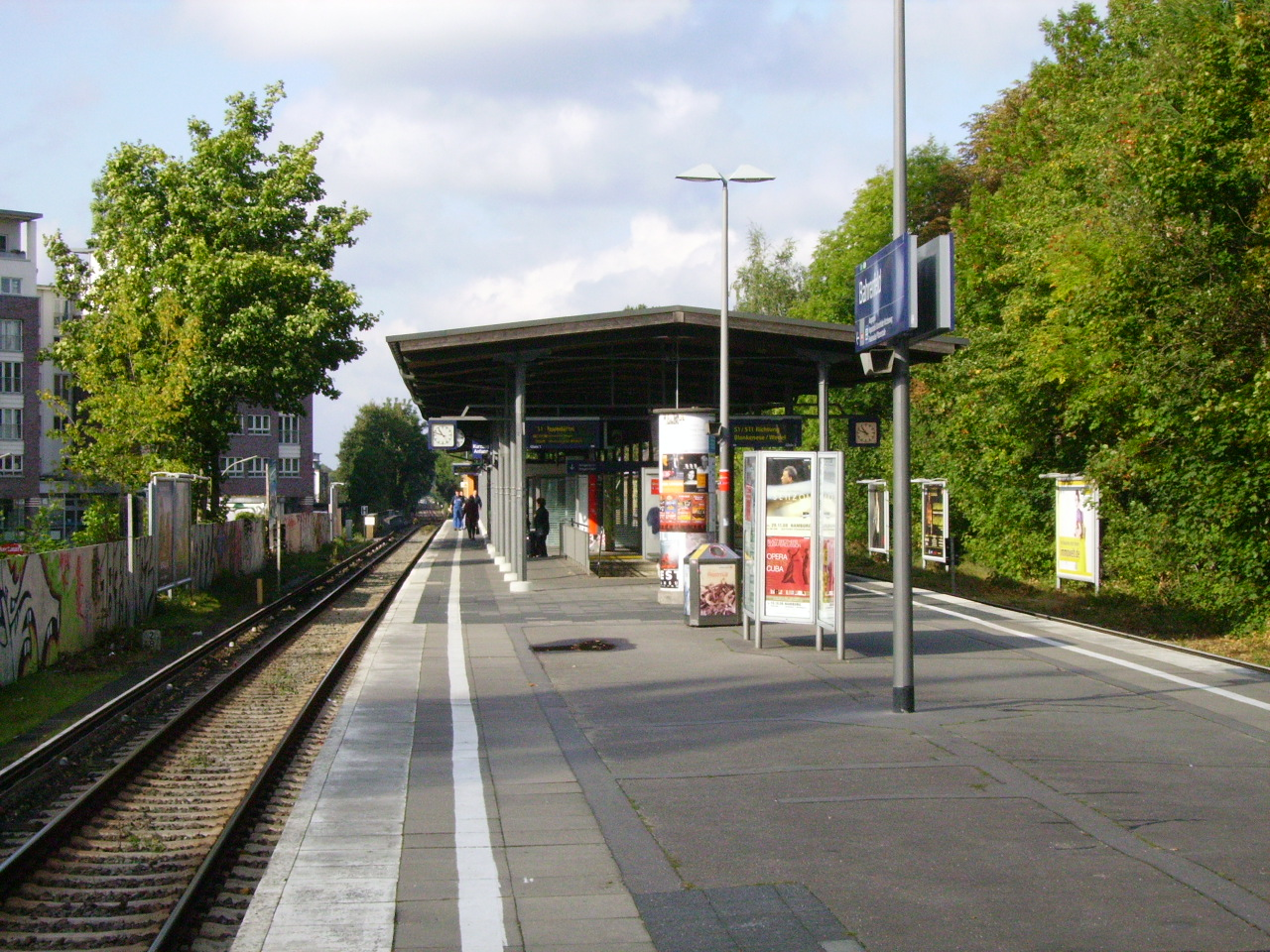
S-Bahnsteig (2008)

Der ursprüngliche Bahnhof an der Altona-Blankeneser Eisenbahn wurde durch die Altona-Kieler Eisenbahn-Gesellschaft (AKE) erbaut. Am 19. Mai 1867 wurde er zunächst eingleisig als Bedarfshalt eröffnet. Zum 1. März 1883 wurden die Strecken der AKE vom preußischen Staat übernommen. In den 1890er Jahren wurde die Strecke in der Folge hochgelegt und zweigleisig ausgebaut. 1896 erfolgte die Eröffnung des neuen Bahrenfelder Bahnhofs, dessen Empfangsgebäude noch heute steht. Die Hamburg-Altonaer Stadt- und Vorortbahn verkehrte hier seit 1908 elektrifiziert und ohne schienengleiche Bahnübergänge.
Neben dem Personenverkehr diente der in einem ausgewiesenen Fabrikbezirk gelegene Bahnhof auch dem Güterverkehr, unter anderem mit einem Gleis zum Rangierbahnhof Langenfelde. Zum Anschluss dieser Fabriken wurde die Ottensener Industriebahn erbaut und am 31. August 1898 eröffnet. Sie verfügte über eine Rollbockanlage an der Borselstraße, der heutigen Gaußstraße südöstlich des Bahnhofs. Dort wurden die normalspurigen Güterwagen auf die Schmalspurgleise umgesetzt. 1903 wurde eine ähnliche Rollbockumsetzanlage auch auf der Nordseite, am Bahnhof Borselstraße II geschaffen. Der starke Güterverkehr führte bis 1920 zur Überlastung des Bahnhofs, sodass 1923 im Norden der Übergabebahnhof Kruppstraße mit Anschlussgleis an den Rangierbahnhof Eidelstedt geschaffen wurde. Anschließend erfolgte die Stilllegung des nördlichen Übergabebahnhofs Borselstraße II. Dessen Gleise wurden aber erst nach dem Zweiten Weltkrieg abgebaut. Nach dem Niedergang der Ottensener Industrie in den 1970er Jahren wurde die Industriebahn 1980 stillgelegt. Allerdings gab es noch den Werksanschluss zur Margarine-Union der mit werkseigenen orangen Dieselloks bis in die 1980er Jahre in Betrieb war. In den 2000er Jahren entstand auf der Fläche der Übergabegleise südlich des S-Bahnsteigs ein Neubau mit Wohnungen und Gewerbe.
2012/13 wurde in der Mitte des S-Bahnsteigs anstelle einer (von zwei) Treppen ein Aufzug ergänzt, zudem wurde das historische Bahnsteigdach saniert. Auf dem Bahnsteig gab es wie auch in Hochkamp, Klein Flottbek und Othmarschen eine kleine Bahnhofskneipe, deren leerstehendes Gebäude bei der Neugestaltung des Bahnsteigs im Jahr 2020 abgerissen wurde.

## Lage und Bau
Heute handelt es sich um einen zweigleisigen S-Bahnhof mit Mittelbahnsteig in Dammlage. Er ist parallel zur Hegarstraße gelegen, zu der auch – wie zur Friedensallee (früher hier Pfitznerstraße) – ein Ausgang vorhanden ist. Das früher am östlichen Bahnsteigende vorhandene Fahrdienstleiterstellwerk Baf war 1924 errichtet worden. Mit dem Abbau der Gütergleise in den 1980er und 1990er Jahren wurde es überflüssig. Zudem wurden Weichen und Lichtsignale der S-Bahn bereits seit April 1979 vom Stellwerk As (Altona S-Bahn) am Bahnhof Altona aus gestellt.
Nördlich der S-Bahngleise gab es ein vor dem Empfangsgebäude endendes Ausziehgleis. Auf der Nordseite gab es auch Güterschuppen (noch heute teils Freigelände an der Gasstraße). Über die dort gelegenen Gleise waren die Firmen Deutsch-Amerikanische Petroleum Gesellschaft/Esso, Böttcher und Genser sowie Conz angebunden. Auf dem Gelände des früheren Esso-Tanklagers am Bahrenfelder Steindamm/Ecke Gasstraße hat bis 2020 die Euler-Hermes-Kreditversicherung ihren Neubau errichtet. Weiters gab es ein Anschlussgleis an das Städtische Gaswerk, heute befindet sich hier der für Gewerbe und Veranstaltungen („Gaswerk“) genutzte Otto von Bahrenpark. Noch heute ist die leere Brücke über die Gasstraße zu sehen. Über den weiter östlich gelegenen Bahnhof Borselstraße II war die Ottensener Industriebahn angeschlossen. An dessen Stelle ist heute ein Spielplatz, der Bahnhof Ottensen wird seit 2019 etwa dort an der Strecke der Altona-Blankeneser Eisenbahn erbaut. Auch das Gütergleis nach Langenfelde existiert noch heute. Ein weiteres Gleis führte vom Bahnhof Borselstraße II noch weiter östlich etwa auf Straßenniveau über den Bahrenfelder Steindamm zu einem dort gelegenen kleinen Bahnhof an der Kohlentwiete. Weitere Gleise der Industriebahn führten ebenfalls in Straßenlage vom ehemaligen Bahnhof Borselstraße II weit nach Norden bis nach Langenfelde, einige Gleisreste sind noch zu sehen. Das verbliebene Freigelände wird von der Bahn für mögliche weitere Abstellanlagen für S-Bahn-Erweiterungen (S4/S32) vorgehalten.
Im Süden gab es die weitläufigen Gleisanlagen zur Mohr-Margarinefabrik (später Margarine-Union) südwestlich des Bahnhofs. Sie war mit einer schräg nach Südwesten abzweigenden Brücke über die Friedensallee angebunden. An der Stelle der Margarinefabrik wurde seit den 2000er Jahren ein Wohngebiet um die neu angelegten Straßen Friesenweg und Johann-Mohr-Weg errichtet. Die Gleisanlagen verliefen bis hinab zur Baurstraße. Unmittelbar südlich des S-Bahnhofs waren die Gleisanschlüsse der Firmen Gätcke Glasfabrik, Kolbenschmidt, Künker & Co. sowie Alsterhaus (dann P. F. Schröder, anschließend Schwarzkopf) gelegen. Auf dem Gätcke-Gelände zwischen Bahrenfelder Kirchenweg (ehemals Glashüttenstraße) und Friedensallee steht noch das 2020 zum Abriss freigegebene Euler-Hermes-Hochhaus. Im Südosten war der Bahnhof Borselstraße I (heute Gaußstraße) zu finden. Zahlreiche weitere straßengleiche Schmalspurgleise der Ottensener Industriebahn zweigten hier ab. Sie führten bis weit nach Ottensen hinein, wo es ebenfalls noch einzelne Gleisreste gibt. Das Thalia-Theater unterhält sein Requisitenlager auf dem Gelände des Bahnhofs Borselstraße I/Gaußstraße. Zudem gibt es hier bereits einen Weg zum im Bau befindlichen Bahnhof Ottensen.
Darüber hinaus gibt es an der Friedensallee ein in den 1980er Jahren erbautes zweistöckiges Park-&-Ride-Parkhaus mit 251 Plätzen und 72 Bike-and-Ride-Plätzen.

## Betrieb
Der Bahnhof wird von den Zügen der Linie S1 bedient.
| Linie | Verlauf |
| ----- | --- |
| S 1   | Wedel – Rissen – Sülldorf – Iserbrook – Blankenese – Hochkamp – Klein Flottbek – Othmarschen – Bahrenfeld – Ottensen – Altona – Königstraße – Reeperbahn – Landungsbrücken – Stadthausbrücke – Jungfernstieg – Hauptbahnhof – Berliner Tor – Landwehr – Hasselbrook – Wandsbeker Chaussee – Friedrichsberg – Barmbek – Alte Wöhr (Stadtpark) – Rübenkamp – Ohlsdorf \ Streckenast Poppenbüttel – Kornweg (Klein Borstel) – Hoheneichen – Wellingsbüttel – Poppenbüttel / Streckenast Flughafen – Hamburg Airport (Flughafen) |

Zudem wird er von den Buslinien 16 und 621 bedient.
| Linie | Verlauf |
| ----- | --- |
| 16    | Elbe-Einkaufszentrum – S Bahrenfeld – Altona – S Reeperbahn – Hauptbahnhof – S Friedrichsberg – Rentenversicherung Nord |
| 621   | S Wedel – Rissen – S Sülldorf – Elbe-Einkaufszentrum – S Bahrenfeld – Altona                                            |